# Forever Your Girl (Lied)
Forever Your Girl ist ein Pop-/R&B-Song der US-amerikanischen Sängerin Paula Abdul aus dem Jahr 1988. Das Lied wurde von Oliver Leiber geschrieben und produziert.
Der Song wurde im Frühjahr 1989 als Single veröffentlicht, erschien aber bereits Mitte 1988 auf dem gleichnamigen Album. Das Stück ist in der Singleversion 4:15 Minuten und in der Albumversion 4:57 Minuten lang. Die Single belegte im Mai 1989 zwei Wochen Platz eins der Billboard Hot 100 und wurde Abduls zweiter Nummer-eins-Hit. Der Titel wurde in den USA für mehr als eine halbe Million verkaufte Einheiten mit Gold ausgezeichnet.

## Geschichte
Das Lied handelt von einer liebevollen Beziehung. Die weibliche Protagonistin und Sängerin singt:
Trotz der Gerüchte, dass andere an mir interessiert sein können, mache ich mir nichts daraus und halte mich nur an meinen lieben treuen Ehemann. Also bleibt sie „für immer sein Girl (Mädchen, Frau).“ Die Singleversion unterscheidet sich etwas von der Albumversion, da bei der Singleversion eine männliche Stimme als Backgroundgesang genutzt wird und eine etwas abgewandelte Instrumentierung verwendet wird.
Das Lied war ein Teil des Medleys, das Abdul bei den MTV Video Music Awards 1989 sang.

## Musikvideo
Die Regie zum Musikvideo führte David Fincher, es zeigt Paula Abdul als Schauspielerin, Tänzerin, Choreografin und als Chefin einer Kindertanzgruppe (der sieben Jahre alte Trevor Wright, der acht Jahre alte Elijah Wood und die zehn Jahre alte Nikki Cox), die sich zusammen die Performance überlegen. Es war Woods erster Auftritt. Das Forever-Your-Girl-Video verbrachte zwei Wochen auf Platz 1 der MTV-Charts.
Das Musikvideo wurde ein Erfolg bei MTV und machte Paula Abdul für ihre kitschigen und kontroversen Tanz-Musikvideos mit ihren eigenen, ausgearbeiteten Choreografien bekannt. Das Video ist eine Anspielung an Robert Palmers Musikvideo Addicted to Love. Dort waren fünf weiblich gekleidete Frauen (schwarze Kleider, roter Lippenstift, weißes Makeup und gestylte Frisuren) zu sehen, die Frauen spielten in Palmers Video Gitarren, Keyboards und Schlagzeug.

## Kommerzieller Erfolg
Forever Your Girl verbrachte im Mai 1989 zwei Wochen an der Spitze der Billboard Hot 100, in Kanada war die Single ebenfalls Paulas zweiter Nummer-eins-Hit im Jahr 1989, im Vereinigten Königreich erreichte die Single Platz 24 der Singlecharts und in Deutschland Platz 17 der Singlecharts.
| ChartsChartplatzierungen       | Höchstplatzierung | Wochen |
| ------------------------------ | ----------------- | ------ |
| Deutschland (GfK)              | 17 (13 Wo.)       | 13     |
| Österreich (Ö3)                | (… Wo.)           | …      |
| Schweiz (IFPI)                 | 24 (3 Wo.)        | 3      |
| Vereinigte Staaten (Billboard) | 1 (22 Wo.)        | 22     |
| Vereinigtes Königreich (OCC)   | 24 (7 Wo.)        | 7      |

| ChartsJahrescharts (1989)      | Platzierung |
| ------------------------------ | ----------- |
| Vereinigte Staaten (Billboard) | 30          |

### Auszeichnungen für Musikverkäufe
| Land/Region               | Auszeichnungen für Musikverkäufe (Land/Region, Auszeichnung, Verkäufe) | Verkäufe |
| ------------------------- | ---------------------------------------------------------------------- | -------- |
| Vereinigte Staaten (RIAA) | Gold                                                                   | 500.000  |
| Insgesamt                 | 1× Gold ·                                                              | 500.000  |